# Mike Iuzzolino
Michael Alan "Mike" Iuzzolino (Altoona, Pensilvania; 22 de enero de 1968) es un exjugador de baloncesto estadounidense. Con 1.88 metros de estatura, jugaba en la posición de base. Actualmente es entrenador asistente en los Robert Morris Colonials de la División I de la NCAA.

## Trayectoria profesional
- Dallas Mavericks (1991-1993)
- Rochester Renegade (1993-1994)
- Fort Wayne Fury (1994)
- Shreveport Crawdads (1994-1995)
- Rapid City Thrillers (1995)
- Scaligera Basket Verona (1995-1999)
- AdR Roma (1999-2000)
- Adecco Milán (2000-2001)
- Peristeri BC (2001-2002)
- Lobos Cantabria (2001-2002)
- Edimes Pavia (2002-2003)
- CB Valladolid (2002-2003)